# Braque d’Auvergne
Braque d’Auvergne – rasa psów należąca do grupy wyżłów, zaklasyfikowana do sekcji wyżłów kontynentalnych w podsekcji psów w typie gończego. Podlega próbom pracy.

## Rys historyczny
Historia powstania tej rasy nie jest do końca poznana. Istnieje prawdopodobieństwo, że Braque d’Auvergne pochodzi z rejonu Masywu Centralnego od dawnych wyżłów francuskich, które rozmnażały się między sobą przez wieki. Jego nazwa pochodzi od regionu, w którym powstał – Owernii. W regionie tym przed 1814 rokiem hodowane były psy czarno-białe nakrapiane, oraz czarno-białe i brązowo-białe. Po raz pierwszy Braque d’Auvergne zostaje wspomniany pisemnie w 1881 roku, przez De Coninca. Przed XX wiekiem psy tej rasy prezentowały typ cięższy psa myśliwskiego. Po rozprzestrzenieniu się ich, także na północy Francji, wzrosło zapotrzebowanie na psa lżejszego. Do hodowli braków prawdopodobnie wprowadzono krew pointerów angielskich. Od tamtej pory ludzie związani z Réunion des Amateurs du Braque d’Auvergne zaczęli rozróżniać dwa typy tych psów:
- dawny typ Braque d’Auvergne
- Braque d’Auvergne type parisienne

## Wygląd

### Szata i umaszczenie

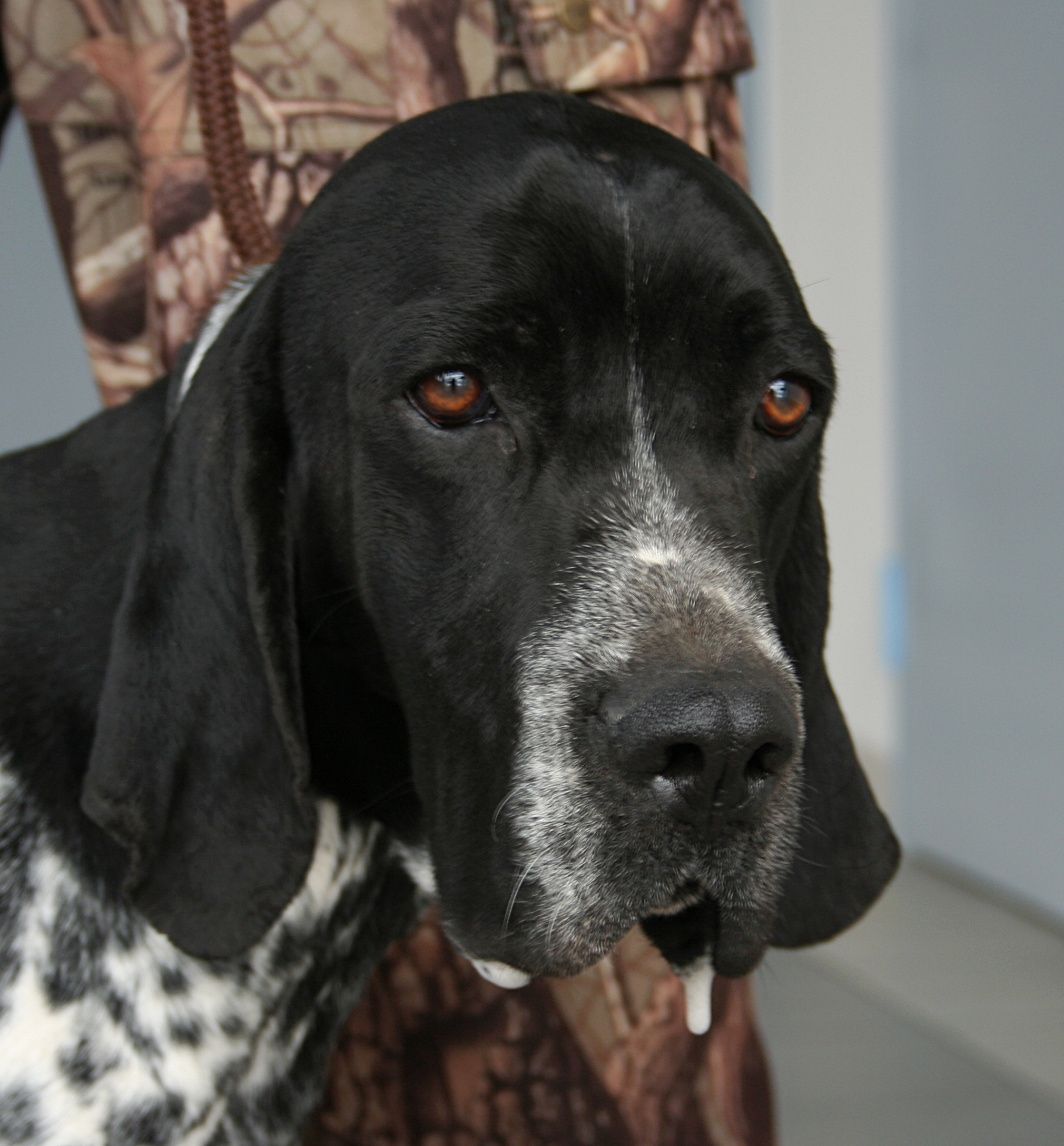
Głowa psa rasy Braque d’Auvergne z widoczną białą strzałką na środku

Sierść u Braque d’Auvergne jest krótka i przylegająca, o umaszczeniu białym z czarnymi plamami lub białe z czarnym cętkowaniem (czyli umaszczenie dereszowate z odcieniem błękitnym – tzw. charbonnée). Wymagane jest czarne umaszczenie uszu oraz okolic oczu.

## Zachowanie i charakter
Braque d’Auvergne to pojętne, szybkie, zwinne psy myśliwskie. Są wiernymi i inteligentnymi towarzyszami myśliwych.

## Użytkowość
Braque d’Auvergne używane są głównie do wystawiania i aportowania w polowaniach na bekasy i drobniejszą zwierzynę. Są to także przyjacielskie psy rodzinne.